# Alexandra Naoum
Alexandra Naoum, née le 7 octobre 1986 à Paris, est une actrice et réalisatrice française d'origine libanaise. Elle est notamment connue pour son rôle de Louise dans la série Demain nous appartient.

## Biographie
Alexandra Naoum, née le 7 octobre 1986, étudie le théâtre dès le secondaire au lycée Molière à Paris. Après, elle continue sa formation au Studio théâtre d'Asnières.

## Carrière
Elle fait ses débuts en interprétant des premiers rôles dans plusieurs séries télévisées, comme Nos années pension sur France 2 où elle joue alors aux côtés de Joséphine Jobert et Lilly-Fleur Pointeaux, ou encore Paris 16e sur M6 réalisée par Renaud Bertrand, dans On s'appelle et plus récemment des Geeks.
Tout en continuant les apparitions télévisées (La Chanson du dimanche, la série, Confidences et WorkinGirls sur Canal+, Scènes de ménages, etc.) elle passe derrière la caméra. En 2010, elle réalise tout d'abord le court métrage Laissez agir cinq minutes puis un second en 2013 avec une collaboration franco-anglaise No Comment, dans lequel elle dirige l'acteur Oliver Maltman. Le film a été diffusé sur Canal+ et a connu un beau parcours en festivals : il est sélectionné en compétition au Festival de Raindance, de Rhode Island et de Palm Springs. No Comment lui a également valu de gagner l’ours d’argent, l’Honorable Mention et le Jury Silver Award au Media Film Festival.
Depuis, elle tourne dans des films indépendants comme Drama (Australie) et 408 (Philippines). Elle interprète le premier rôle féminin du drame social d'Harry Roselmack Fractures. Le film a remporté la « Mention spéciale du Jury » en octobre 2017 à New York au Chelsea Film Festival et a été sélectionné en « compétition officielle » au Festival du cinéma et musique de film de la Baule en novembre 2017.
En 2018, Alexandra Naoum réalise un nouveau court-métrage, L’Amazone. En 2019, elle réalise le court-métrage Lavande.
En 2020, elle joue un rôle principal dans la sérié Demain nous appartient.

## Théâtre
- 2008 : Jacques et son maître de Milan Kundera, mise en scène Nicolas Briançon, Théâtre 14 Jean-Marie Serreau
- 2009 : Yakafocon de Zoé Tellier, mise en scène Philippe Peyran Lacroix, Café-théâtre des Blancs Manteaux
- 2011 : Là-bas, c'est bien aussi de Sol Espeche et Pierre-Louis Gallo, mise en scène Sol Espeche, Lavoir Moderne Parisien
- 2012 : Le Dragon d'Evgueni Schwartz, mise en scène de Stéphane Douret, Théâtre 13
- 2012–2013 : Jacques et son maître de Milan Kundera, mise en scène Nicolas Briançon, La Pépinière-Theâtre + tournée

## Filmographie

### Cinéma
- 2010 : Les Princes de la nuit : Nadine
- 2014 : 408 : Émilie
- 2015 : Drama : Claire
- 2017 : Fractures : Fariha
- 2018 : Kill Ben Lyk : Knight Ben Lyk's Mistress

### Télévision

#### Séries télévisées
- 2003 : Diane, femme flic : Myriam Gallo
- 2004 : Une femme d'honneur : Liliane Sorel
- 2005–2006 : On s'appelle : Eve (40 épisodes)
- 2006 : Préjudices
- 2007 : Confidences
- 2007 : Suspectes : l'assistante test
- 2007–2008 : Nos années pension : Rose Bercot (54 épisodes)
- 2009 : Paris 16e : Lorène Maréchal (80 épisodes)
- 2011 : Les Geeks : Julie
- 2012 : Alice Nevers, le juge est une femme : Isabelle
- 2012 : La Chanson du dimanche, la série : la présentatrice de iTélé (10 épisodes)
- 2015–2016 : Scènes de ménages (2 épisodes)
- 2016 : Workingirls : la mère du nouveau-né
- 2018 : Chérif : Joséphine
- 2020 - 2022: Demain nous appartient : Louise Kersal (épisodes 817 à 1186)

## Doublage

### Cinéma
- Úrsula Corberó dans : 
  - Snake Eyes (2021) : Anastasia Cisarovna / Baroness
  - En plein vol (2024) : Camila

- 2019 : Extremely Wicked, Shockingly Evil and Vile : Elizabeth « Liz » Kloepfer (Lily Collins)

### Télévision

#### Téléfilm
- 2019 : Le baiser de Noël : Lizzie (Alys Crocker)

### Séries télévisées
- 2015 : Gotham : Silver St. Cloud (Natalie Alyn Lind) (saison 2)
- 2016 : Outcast : Sherry (Vanessa Marano) (saison 1, épisode 5)
- 2017 : Kill Skills : Concha (Paloma Alma) (3 épisodes)
- 2017 : Twin Peaks: The Return : la mère droguée (Hailey Gates) (3 épisodes)
- 2018 : Baskets : la masseuse (Gia Mora) (saison 3, épisode 7)
- 2020 : Alta Mar : Anna (Itsaso Arana) (6 épisodes)
- depuis 2021 : Dom : Viviane (Isabella Santoni (pt))